# Rosnes
Rosnes is een plaats in het kanton Bar-le-Duc-1 en voormalige gemeente in het Franse departement Meuse in de regio Grand Est.

## Geschiedenis
Op 1 januari 1973 fuseerde Rosnes met Érize-la-Grande op in de gemeente Raival. De voormalige gemeentes kregen de status van commune associée.